# Carlos Manuel Santos Fortes
Carlos Manuel dos Santos Fortes (sinh ngày 9 tháng 11 năm 1994 ở Charneca (Lisbon)) là một cầu thủ bóng đá người Bồ Đào Nha thi đấu cho F.C. Vizela ở vị trí tiền đạo.